# الاستفتاء الدستوري في صوماليلاند 2001
تم إجراء استفتاء دستوري في صوماليلاند في 31 مايو 2001. وأجرى الاستفتاء على مشروع دستور أكد استقلال صوماليلاند عن الصومال . شارك 99.9٪ من الناخبين المؤهلين في الاستفتاء وصوت 97.1٪ منهم لصالح الدستور.
أكد التصديق على الدستور استقلال صوماليلاند، وعزز السلطة التنفيذية، وأكد أن الإسلام هو «الدين القومي». والأهم من ذلك، أنها أيدت انتخابات متعددة الأحزاب على جميع مستويات الحكومة من خلال الاقتراع العام مما مهد الطريق للحكم الديمقراطي.
لكن الاستفتاء عارضته حكومة الصومال ولم يؤد إلى أي اعتراف دولي.

## خلفية
في مايو 1991 بعد سقوط الدكتاتور العسكري الصومالي سياد بري، أعلنت الحركة الوطنية الصومالية استقلال صوماليلاند. في عام 1993، شُكلت رئاسة تنفيذية بمجلسين تشريعيين وانتخب محمد حاج إبراهيم عقال رئيسًا من قبل مجلس الشيوخ. في عام 1997، في مؤتمر مجتمعات أرض الصومال في هرجيسا، تم اعتماد دستور يستمر لمدة 3 سنوات حتى يمكن إجراء استفتاء لتطبيقه بالكامل.
تم تعديل الدستور في عام 2000 وتأجيل الاستفتاء حتى عام 2001. وفي غضون ذلك، شجعت محاولات تشكيل حكومة وطنية في الصومال وتشكيل الحكومة الوطنية الانتقالية للصومال في مايو 2000 صوماليلاند على إجراء استفتاء لمحاولة إظهار رغبة صوماليلاند في الاستقلال.

## استفتاء
أصبح الاستفتاء في الواقع تصويتًا على استقلال صوماليلاند نظرًا لتضمينه بندًا في الدستور بشأن استقلال صوماليلاند. خصص برلمان صوماليلاند ما يزيد عن 650 ألف دولار لتمويل الاستفتاء، أي ما يقرب من 5 ٪ من إجمالي الميزانية الوطنية. نظرًا لعدم وجود تعداد سكاني أو قوائم ناخبين، قرر شيوخ المجتمع من هو المؤهل للتصويت.
في أغسطس / آب 2002، وزعت حكومة الرئيس عقال آلاف النسخ من الدستور المقترح عبر صوماليلاند.
وعارضت الحكومة الاتحادية الانتقالية في الصومال الاستفتاء ووصفته بأنه غير قانوني وقالت إن حكومة صوماليلاند لا تملك سلطة الانفصال من جانب واحد عن الصومال. كما عارض الاستفتاء قيادة منطقة بونتلاند المجاورة. لم تدعم أي منظمة دولية أو دولة الاستفتاء.
وراقب الاستفتاء فريق من عشرة مراقبين من معهد المبادرة والاستفتاء. كانوا قادرين فقط على زيارة 57 من 600 مركز اقتراع وتجنبوا منطقة سول بالكامل بسبب المخاوف الأمنية. ويرجع ذلك إلى اعتبار المنطقة «أكثر مناطق صوماليلاند اضطرابًا» ووجود معارضة للاستفتاء الجاري.
ومع ذلك، في تلك المحطات المسجلة أفادوا بأن الاستفتاء كان مفتوحًا وعادلاً وسلميًا وأي تزوير كان نادرًا وغير مهم.

## النتائج
| خيار                                      | الأصوات   | ٪     |
| ----------------------------------------- | --------- | ----- |
| مع                                        | 1،148،940 | 97.10 |
| ضد                                        | 34302     | 2.90  |
| أصوات غير صالحة / فارغة                   | 4591      | -     |
| مجموع                                     | 1،187،833 | 100   |
| الناخبون المسجلون / الاقبال               | 1،188،746 | 99.92 |
| المصدر: قاعدة بيانات الانتخابات الأفريقية |           |       |

## ما بعد الاستفتاء
ووصف رئيس جمهورية أرض الصومال، محمد حاج إبراهيم إيغال، الاستفتاء بأنه جعل صوماليلاند أمة وأنه وضع حداً لأي مسألة تتعلق بإعادة توحيد الصومال. على الرغم من التأييد للاستقلال في الاستفتاء، لم تعترف أي دولة منذ ذلك الحين باستقلال صوماليلاند، بسبب مخاوف من تزايد أعداد الدول الصغيرة غير المستدامة ومعارضة الاتحاد الأفريقي لتقسيم الدول القائمة.